# Neil Robertson

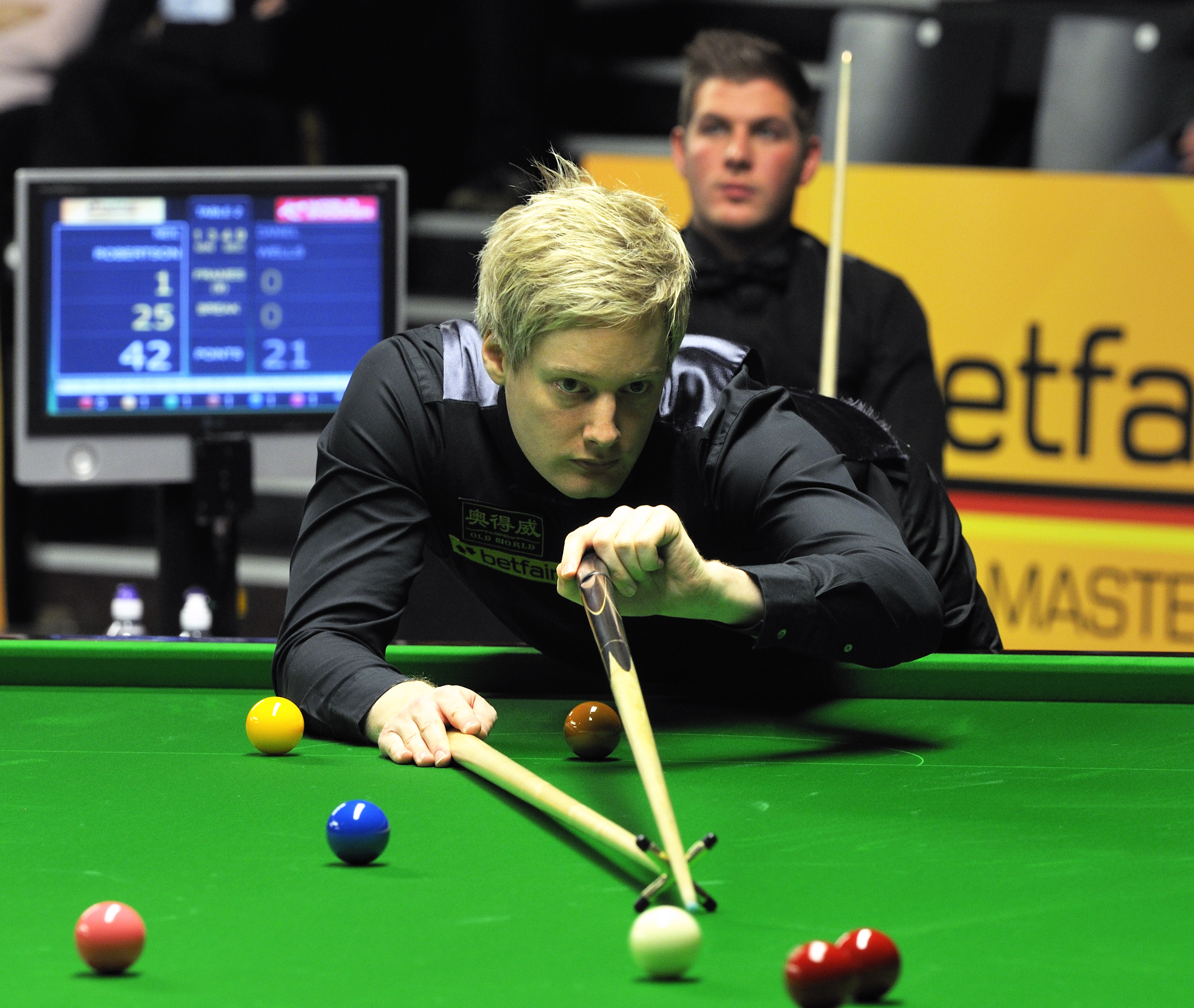
Neil Robertson (2013)

Neil Robertson (n. 11 februarie 1982, Melbourne, Australia) este un jucător australian profesionist de snooker. A avut primul contact cu partea superioară a clasamentului mondial în timpul sezonului 2006/2007 când a terminat sezonul pe locul 13. A câștigat Campionatul Mondial de Snooker în 2010 și în același an a devenit numărul unu mondial. Robertson este singurul jucător australian care să câștige un turneu cu puncte și a fost neînvins în primele sale șase finale televizate. Robertson a realizat până în prezent peste 900 de break-uri de peste 100 de puncte. Robertson deține recordul pentru cele mai multe break-uri de peste 100 de puncte realizate într-un sezon (103). Este considerat cel mai bun jucător australian de snooker din toate timpurile. Robertson este un jucător de mână stângă.

## Viața și cariera

### Începutul carierei
Robertson a început să joace snooker la vârsta de 14 ani când a devenit cel mai tânăr jucător australian care să realizeze un break de peste 100 de puncte într-un turneu australian cu puncte. Și-a început cariera profesională în sezonul 1998/1999. Atunci, în vârstă de 17 ani, a ajuns în a treia rundă de calificări pentru Campionatul Mondial din 1999.
În iulie 2003 Robertson a câștigat Campionatul Mondial de Snooker sub 21 de ani în Noua Zeelandă. În 2003 a câștigat campania de calificare pentru Masters-ul 2004 dar a pierdut în primul tur în fața lui Jimmy White cu scorul de 2-6.
În sezonul 2004/2005 a ajuns în Top 32 în clasamentul mondial ajungând în fazele finale la 6 din 8 turnee, deși a trebuit să joace cel puțin două jocuri de calificare pentru fiecare. S-a calificat în fazele finale ale Campionatului Mondial din 2005 dar a pierdut în primul tur în fața lui Stephen Hendry cu scorul de 7-10.
În sezonul 2005/2006 a continuat să progreseze, ajungând în Top 16 în clasamentul mondial la finalul sezonului. În acel sezon s-a calificat în patru sferturi de finală, inclusiv la Campionatul Mondial unde a revenit de la 8-12 la 12-12 dar a pierdut în fața lui Graeme Dott, cel care avea să câștige titlul mondial.

### Primul turneu cu puncte
Prima sa lovitură a venit în sezonul 2006/2007. Atunci s-a calificat în sferturile de finală ale Marelui Premiu unde l-a învins pe Ronnie O'Sullivan cu scorul de 5-1. Astfel s-a calificat în semifinale, devenind al patrulea jucător australian care să realizeze această performanță într-un turneu cu puncte. În semifinale l-a învins pe Alan McManus cu scorul de 6-2 și a ajuns în prima sa finală unde l-a întâlnit pe Jamie Cope, pe care l-a învins cu scorul de 9-5 pentru a câștiga primul său turneu cu puncte.
Robertson a fost eliminat repede atât la Campionatul Regatului Unit cât și la Masters dar a reușit să se califice în fazele finale ale Openului Galez. L-a învins pe Stephen Hendry cu scorul de 5-3, realizând un break de 141 de puncte în ultimul joc. După aceasta l-a învins pe Ronnie O'Sullivan în sferturi cu scorul de 5-4. În semifinale l-a eliminat pe Steve Davis cu scorul de 6-3 și l-a învins și pe finalistul Andrew Higginson cu scorul de 9-8 pentru a câștiga titlul.
A ajuns în runda a doua la Campionatul Mondial din 2007 unde a fost învins de Ronnie O'Sullivan cu scorul de 10-13 deși Robertson a câștigat la un moment dat șase jocuri consecutive.
Robertson a început slab sezonul 2007/2008, fiind eliminat repede în trei din primele patru turnee cu puncte. A reușit totuși să ajungă în sferturile de finală ale Trofeului Irlandei de Nord după ce i-a învins pe Jamie Cope și Ian McCulloch. A terminat sezonul pe locul 10.

### 2008-2010
După un start dezamăgitor în sezonul 2008/2009 Robertson a ajuns în finala Campionatului Bahrainului unde l-a întâlnit pe Matthew Stevens. Meciul a avut o durată de aproape șase ore, Robertson câștigând cu 9-7. În timpul Masters-ului din 2009 Robertson și adversarul Stephen Maguire au stabilit un record de cinci break-uri consecutive de peste 100 de puncte. Robertson a realizat două iar Maguire trei, al treilea însemnând victoria cu 6-3 în fața australianului. La Campionatul Mondial din 2009 Robertson i-a învins pe Steve Davis, Ali Carter și Stephen Maguire ajungând pentru prima dată în semifinale unde a fost învins de Shaun Murphy cu scorul de 14-17 (după ce Robertson a ajuns de la 7-14 la 14-14).
În octombrie 2009 Robertson a câștigat Marele Premiu 2009 în Glasgow după ce l-a învins în finală pe chinezul Ding Junhui cu scorul de 9-4. Semifinala cu deținătorul titlului, John Higgins, a fost câștigată la ultima bilă neagră în jocul decisiv. Al patrulea titlu al lui Robertson l-a făcut cel mai de succes jucător din afara Angliei și Irlandei în turneele cu puncte, deși Junhui i-a egalat performanța în același sezon când a câștigat Campionatul Regatului Unit.
Pe 1 aprilie 2010 Robertson a realizat primul break maxim oficial al carierei în runda a doua al Openului Chinei 2010 în fața lui Peter Ebdon.
La Campionatul Mondial din 2010 Robertson l-a învins în primul tur pe Fergal O'Brien cu scorul de 10-5. În meciul din runda a doua contra lui Martin Gould Robertson a revenit de la 0-6 și 5-11 pentru a câștiga cu 13-12. În sferturile de finală l-a învins pe Steve Davis cu scorul de 13-5 iar în semifinală a trecut de Ali Carter cu scorul de 17-12. În finală l-a întâlnit pe campionul mondial în exercițiu Graeme Dott pe care l-a învins cu scorul de 18-13 devenind astfel al treilea jucător din afara Regatului Unit și primul australian care să devină campion mondial în era modernă a snooker-ului. Deși istoria jocului arată că australianul Horace Lindrum a triumfat în 1952 acela a fost anul în care cei mai importanți jucători ai sportului au organizat un boicot iar până în ziua de azi multe cercuri nu îl consideră pe Lindrum ca fiind un campion credibil.

### 2010/2011
Robertson a început noul sezon cu o înfrângere în prima rundă a Masters-ului de la Shanghai 2010 în fața lui Peter Ebdon. Totuși la Openul Mondial Robertson a jucat în primul tur cu Graeme Dott într-o repetare a finalei Campionatului Mondial. Robertson a câștigat cu scorul de 3-1 și a învins apoi pe David Morris, Andrew Higginson, Ricky Walden și Mark Williams după care l-a învins în finală pe Ronnie O'Sullivan cu scorul de 5-1. Robertson a fost invitat să joace în Premier League Snooker unde a ajuns până în semifinale unde a pierdut în fața lui Ronnie O'Sullivan cu scorul de 1-5. Robertson a ajuns până în sferturile de finală ale Campionatului Regatului Unit unde a pierdut cu scorul de 7-9 în fața lui Shaun Murphy.
Robertson a ajuns până în sferturile de finală ale Masters-ului unde a pierdut cu scorul de 4-6 în fața lui Mark Allen. Robertson a pierdut în prima rundă a Masters-ului German cu scorul de 4-5 în fața lui Anthony Hamilton. La următoarele două turnee cu puncte Robertson a pierdut în runda a doua, 1-4 în fața lui Graeme Dott la Openul Galez și cu 1-5 în fața lui Peter Ebdon la Openul Chinei. Robertson nu a reușit să își apere titlul de campion mondial, pierzând în prima rundă cu scorul de 8-10 în fața celui care va ajunge până în finală, Judd Trump.

### 2011/2012

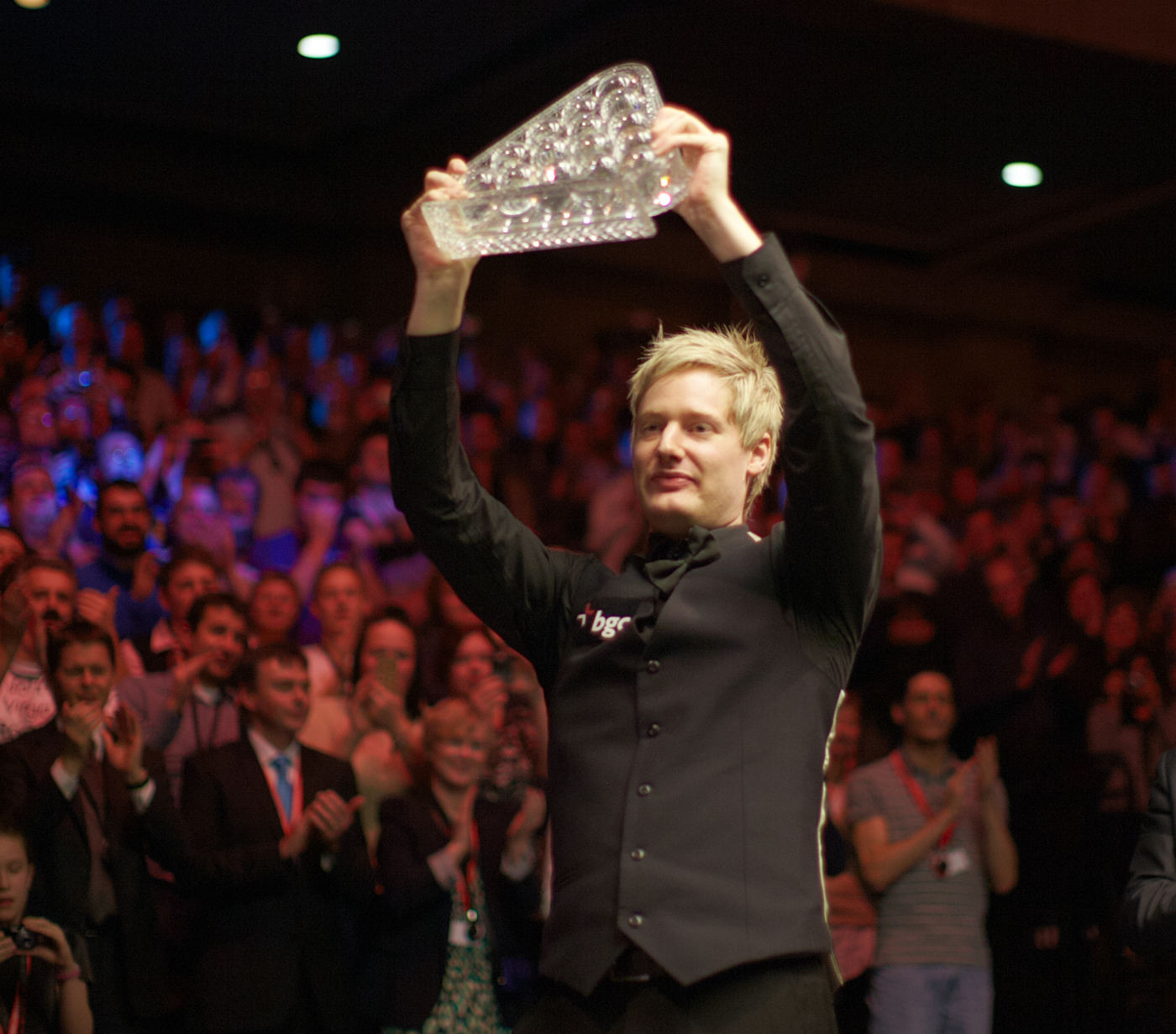
Neil Robertson cu trofeul Masters 2012

Noul sezon a început dezamăgitor pentru Robertson pierzând cu scorul de 4-5 în fața lui Dominic Dale în 16-mile Australian Goldfields Open. Totuși forma sa s-a îmbunătățit la următorul turneu cu puncte, Masters-ul de la Shanghai, unde i-a eliminat pe Liang Wenbo, Michael Holt și John Higgins înainte de a pierde în semifinală cu scorul de 5-6 în fața lui Mark Williams. Forma sa bună a continuat la Campionatul Regatului Unit de la York unde i-a învins pe Tom Ford, Graeme Dott și Ding Junhui pentru a ajunge în semifinale. Acolo l-a întâlnit pe Judd Trump dar a pierdut meciul cu scorul de 7-9.
Robertson a câștigat Masters-ul 2012 învingându-l în finală pe Shaun Murphy cu scorul de 10-6. Pentru a ajunge în finală Robertson i-a eliminat pe Mark Allen, Mark Williams și Judd Trump. Astfel Robertson a devenit al patrulea jucător din afara Regatului Unit care să câștige acest turneu.
La următoarele trei turnee cu puncte Robertson nu a reușit să treacă mai departe de runda a doua și a luat sfârșit seria sa de finale televizate fără înfrângere pierzând cu scorul de 0-4 în fața lui Stephen Lee la Players Tour Championship. A pierdut în sferturile de finală ale Openului Chinei în fața lui Peter Ebdon cu scorul de 3-5 după care a jucat în prima rundă a Campionatului Mondial cu Ken Doherty, campionul din 1997. Robertson a câștigat cu scorul de 10-4 și apoi l-a învins pe David Gilbert cu scorul de 13-9 pentru a juca în sferturile de finală cu Ronnie O'Sullivan. Robertson conducea cu scorul de 5-3 după prima sesiune dar O'Sullivan a câștigat apoi șase jocuri consecutive și avea să câștige meciul cu scorul de 13-10. Robertson a terminat sezonul pe locul 7.

### 2012/2013
Robertson a ajuns până în finala ediției inaugurale a Campionatului Internațional din China unde a fost învins cu scorul de 8-10 de către Judd Trump. La Campionatul Regatului Unit Robertson l-a condus pe Mark Selby cu scorul de 4-0 în sferturile de finală dar în cele din urmă a pierdut cu scorul de 4-6 în fața celui care avea să câștige turneul.
Robertson a câștigat Openul Chinei învingându-l în finală pe Selby cu scorul de 10-6, devenind astfel numărul doi mondial. La Campionatul Mondial Robertson a fost eliminat în prima rundă de Robert Milkins cu scorul de 8-10. Deși nu a reușit să treacă de prima rundă, Robertson a reușit să realizeze cel mai mare break al turneului, 143 de puncte, și a terminat sezonul pe locul 2 în clasamentul mondial.

### 2013/2014
În mai 2013 Robertson a realizat al doilea său break maxim oficial la calificările pentru turneul Wuxi Classic în fața lui Mohamed Khairy. În finala acelui turneu l-a învins pe John Higgins cu scorul de 10-7, câștigând astfel al optulea său turneu cu puncte. La turneul organizat în țara sa natală, Australian Goldfields Open, a trecut pentru prima dată de runda a doua după care a învins în sferturile de finală pe Joe Perry cu scorul de 5-2 și pe Mark Selby în semifinale cu 6-3. Ar fi devenit primul jucător de după Ronnie O'Sullivan (2003) care să câștige două turnee consecutive cu puncte în același sezon dar a pierdut în finală cu scorul de 6-9 în fața lui Marco Fu. Pe 8 decembrie 2013 Robertson l-a învins pe Mark Selby cu scorul de 10-7 în finala Campionatului Regatului Unit.
În ianuarie 2014, în timpul Ligii Campionilor, Robertson a realizat al 63-lea său break de peste 100 de puncte în cadrul aceluiași sezon, învingând recordul deținut înainte de Judd Trump (61).
La Openul Galez Robertson a ajuns până în șaisprezecimi unde l-a întâlnit pe galezul Mark Williams. Williams s-a impus cu scorul de 4-3 în urma unui meci care a durat aproape trei ore. La Openul Chinei Robertson și Williams s-au întâlnit din nou. De această dată Robertson a câștigat cu scorul de 5-4. Australianul s-a calificat până în finală unde a fost învins de Ding Junhui cu scorul de 5-10. La ediția din 2014 a Campionatului Mondial Robertson a învins pe Robbie Williams, Mark Allen și Judd Trump pentru a ajunge în semifinale unde l-a întâlnit pe englezul Mark Selby. Robertson a pierdut cu scorul de 15-17 în fața celui care avea să câștige trofeul. În timpul meciului cu Judd Trump, Robertson a realizat al 100-lea său break de peste 100 de puncte al sezonului iar în timpul meciului cu Selby a ajuns la cota 103, stabilind un record pentru cele mai multe break-uri de peste 100 de puncte realizate într-un sezon. Tot el a realizat și cel mai mare break al turneului, de 140 de puncte.

### 2014/2015
Robertson a învins pe Shaun Murphy cu scorul de 5-4 în sferturile de finală ale ediției din 2014 a turneului Wuxi Classic după care a învins pe Barry Hawkins cu scorul de 6-3 pentru a ajunge în finala primului turneu cu puncte al sezonului. A jucat cu prietenul și partenerul de antrenament Joe Perry și după ce a fost condus cu 3-0 Robertson a ajuns să conducă cu 8-6 înainte ca Perry să câștige trei jocuri consecutive și să ajungă la un joc distanță de câștigarea titlului. În cele din urmă Robertson a câștigat titlul cu scorul de 10-9 și a adus un omagiu influenței lui Perry asupra propriei sale cariere. O săptămână mai târziu a ajuns cu ușurință în finala turneului din țara sa natală, Australian Goldfields Open. Robertson a fost învins în finala turneului pentru al doilea an consecutiv, de această dată cu scorul de 9-5 în fața lui Judd Trump, dar la scurt timp după aceea a redobândit prima poziție a clasamentului mondial.

## Palmares

### Finale în turnee de clasament: 39 (26 de titluri)
| Legendă                          |
| -------------------------------- |
| Campionatul Mondial (1–0)        |
| Campionatul Regatului Unit (3–0) |
| Altele (22–13)                   |

| Rezultat | Nr. | An   | Turneu                         | Adversar în finală | Scor  |
| -------- | --- | ---- | ------------------------------ | ------------------ | ----- |
| Campion  | 1.  | 2006 | Grand Prix                     | Jamie Cope         | 9–5   |
| Campion  | 2.  | 2007 | Openul Galez                   | Andrew Higginson   | 9–8   |
| Campion  | 3.  | 2008 | Bahrain Championship           | Matthew Stevens    | 9–7   |
| Campion  | 4.  | 2009 | Grand Prix (2)                 | Ding Junhui        | 9–4   |
| Campion  | 5.  | 2010 | Campionatul Mondial            | Graeme Dott        | 18–13 |
| Campion  | 6.  | 2010 | Grand Prix (3)                 | Ronnie O'Sullivan  | 5–1   |
| Finalist | 1.  | 2012 | Players Championship           | Stephen Lee        | 0–4   |
| Finalist | 2.  | 2012 | Campionatul Internațional      | Judd Trump         | 8–10  |
| Finalist | 3.  | 2013 | Players Championship (2)       | Ding Junhui        | 3–4   |
| Campion  | 7.  | 2013 | Openul Chinei                  | Mark Selby         | 10–6  |
| Campion  | 8.  | 2013 | Wuxi Classic                   | John Higgins       | 10–7  |
| Finalist | 4.  | 2013 | Openul Australian              | Marco Fu           | 6–9   |
| Campion  | 9.  | 2013 | Campionatul Regatului Unit     | Mark Selby         | 10–7  |
| Finalist | 5.  | 2014 | Openul Chinei                  | Ding Junhui        | 5–10  |
| Campion  | 10. | 2014 | Wuxi Classic (2)               | Joe Perry          | 10–9  |
| Finalist | 6.  | 2014 | Openul Australian (2)          | Judd Trump         | 5–9   |
| Campion  | 11. | 2015 | Campionatul Regatului Unit (2) | Liang Wenbo        | 10–5  |
| Finalist | 7.  | 2016 | Openul Galez                   | Ronnie O'Sullivan  | 5–9   |
| Campion  | 12. | 2016 | Riga Masters                   | Michael Holt       | 5–2   |
| Campion  | 13. | 2017 | Openul Scoțian                 | Cao Yupeng         | 9–8   |
| Campion  | 14. | 2018 | Riga Masters (2)               | Jack Lisowski      | 5–2   |
| Finalist | 8.  | 2018 | Campionatul Internațional (2)  | Mark Allen         | 5–10  |
| Campion  | 15. | 2019 | Openul Galez (2)               | Stuart Bingham     | 9–7   |
| Finalist | 9.  | 2019 | Players Championship (3)       | Ronnie O'Sullivan  | 4–10  |
| Finalist | 10. | 2019 | Tour Championship              | Ronnie O'Sullivan  | 11–13 |
| Campion  | 16. | 2019 | Openul Chinei (2)              | Jack Lisowski      | 11–4  |
| Campion  | 17. | 2020 | European Masters               | Zhou Yuelong       | 9–0   |
| Finalist | 11. | 2020 | German Masters                 | Judd Trump         | 6–9   |
| Campion  | 18. | 2020 | Marele Premiu Mondial          | Graeme Dott        | 10–8  |
| Finalist | 12. | 2020 | Openul Englez                  | Judd Trump         | 8–9   |
| Campion  | 19. | 2020 | Campionatul Regatului Unit (3) | Judd Trump         | 10–9  |
| Campion  | 20. | 2021 | Tour Championship              | Ronnie O'Sullivan  | 10–4  |
| Campion  | 21. | 2021 | Openul Englez                  | John Higgins       | 9–8   |
| Finalist | 13. | 2021 | Marele Premiu Mondial          | Ronnie O'Sullivan  | 8–10  |
| Campion  | 22. | 2022 | Players Championship           | Barry Hawkins      | 10–5  |
| Campion  | 23. | 2022 | Tour Championship (2)          | John Higgins       | 10–9  |
| Campion  | 24. | 2024 | Openul Englez (2)              | Wu Yize            | 9–7   |
| Campion  | 25. | 2025 | Marele Premiu Mondial (2)      | Stuart Bingham     | 10–0  |
| Campion  | 26. | 2025 | Mastersul Arabiei Saudite      | Ronnie O'Sullivan  | 10–9  |

### Finale în turnee minore: 5 (4 titluri)
| Rezultat | Nr. | An   | Turneu                            | Adversar în finală | Scor |
| -------- | --- | ---- | --------------------------------- | ------------------ | ---- |
| Campion  | 1.  | 2011 | Warsaw Classic                    | Ricky Walden       | 4–1  |
| Campion  | 2.  | 2011 | Alex Higgins International Trophy | Judd Trump         | 4–1  |
| Campion  | 3.  | 2012 | Gdynia Open                       | Jamie Burnett      | 4–3  |
| Finalist | 1.  | 2013 | Bulgarian Open                    | John Higgins       | 1–4  |
| Campion  | 4.  | 2015 | Gdynia Open (2)                   | Mark Williams      | 4–0  |

### Finale în turnee invitaționale: 12 (7 titluri)
| Legendă                     |
| --------------------------- |
| The Masters (2–2)           |
| Champion of Champions (2–1) |
| Altele (3–2)                |

| Rezultat | Nr. | An   | Turneu                     | Adversar în finală | Scor |
| -------- | --- | ---- | -------------------------- | ------------------ | ---- |
| Campion  | 1.  | 2003 | Masters Qualifying Event   | Dominic Dale       | 6–5  |
| Campion  | 2.  | 2012 | The Masters                | Shaun Murphy       | 10–6 |
| Campion  | 3.  | 2012 | General Cup                | Ricky Walden       | 7–6  |
| Finalist | 1.  | 2013 | The Masters                | Mark Selby         | 6–10 |
| Finalist | 2.  | 2013 | Six-red World Championship | Mark Davis         | 4–8  |
| Finalist | 3.  | 2013 | General Cup                | Mark Davis         | 2–7  |
| Finalist | 4.  | 2015 | The Masters (2)            | Shaun Murphy       | 2–10 |
| Campion  | 4.  | 2015 | Champion of Champions      | Mark Allen         | 10–5 |
| Campion  | 5.  | 2017 | Hong Kong Masters          | Ronnie O'Sullivan  | 6–3  |
| Campion  | 6.  | 2019 | Champion of Champions (2)  | Judd Trump         | 10–9 |
| Finalist | 5.  | 2020 | Champion of Champions      | Mark Allen         | 6–10 |
| Campion  | 7.  | 2022 | The Masters (2)            | Barry Hawkins      | 10–4 |

### Turnee Pro-am: 2
| Rezultat | Nr. | An   | Turneu                   | Adversar în finală | Scor |
| -------- | --- | ---- | ------------------------ | ------------------ | ---- |
| Finalist | 1.  | 2007 | Paul Hunter English Open | Matthew Couch      | 5–6  |
| Finalist | 2.  | 2010 | Austrian Open            | Judd Trump         | 4–6  |

### Turnee pe echipe: 2 (2 titluri)
| Rezultat | Nr. | An   | Turneu                           | Echipă/partener        | Adversar(i) în finală    | Scor |
| -------- | --- | ---- | -------------------------------- | ---------------------- | ------------------------ | ---- |
| Campion  | 1.  | 2008 | World Mixed Doubles Championship | Reanne Evans           | Joe Perry Leah Willett   | 3–1  |
| Campion  | 2.  | 2022 | World Mixed Doubles              | Nutcharut Wongharuthai | Mark Selby Rebecca Kenna | 4–2  |

### Titluri la matori
- Australian U21 Championship – 2000, 2003
- Oceania Championship – 2000
- South Australian Open Championship – 2001
- Victorian Open Championship – 2001, 2002
- Australian Open Championship – 2002
- Fred Osborne Memorial – 2002, 2004
- Lance Pannell Classic – 2002, 2004
- Central Coast Leagues Club Classic – 2003, 2004, 2006, 2007
- IBSF World Under-21 Championship – 2003[38]
- West Coast International – 2004, 2005, 2006, 2007
- Kings Australia Cup – 2006, 2008
- City of Melbourne Championship – 2008, 2009